# Atanasio l'Atonita
Atanasio l'Atonita, chiamato anche Atanasio di Trebisonda (Trebisonda, 920 – Karyes, 5 luglio 1000), è stato un monaco cristiano bizantino, fondatore della Repubblica del Monte Athos e una delle più importanti figure del monachesimo presso le Chiese d'Oriente.

## Biografia
Nacque a Trebisonda, l'attuale Trabzon in Turchia, con il nome di Abraamios, in una famiglia dell'alta aristocrazia bizantina originaria di Antiochia. Orfano in giovane età, venne allevato da una parente della madre, sposa di una delle persone più importanti della città. Completò i suoi studi a Costantinopoli dove divenne professore. Conobbe e divenne grande amico di Michele Maleinos, egumeno di un monastero situato sul monte Kyminas in Bitinia. L'incontro con il santo monaco fece nascere nel giovane professore la vocazione e si ritirò nel monastero retto da Michele, assumendo il nome di Atanasio; nel monastero conobbe Niceforo Foca, futuro imperatore di Bisanzio. 
La sua vocazione eremitica lo portò a isolarsi completamente, portando con sé oltre alle vesti solo due libri e il cappuccio da monaco del suo maestro. Si rifugiò sul Monte Athos che era già abitato da molti eremiti. Qui l'amico Niceforo lo ritrovò nel 960 e lo convinse a partire per una campagna di guerra contro i Saraceni a Creta. In ricordo della vittoria, Atanasio accettò i fondi necessari per costruire una chiesa dedicata alla Santa Vergine a cui fece seguito nel 963 la costruzione del monastero della Grande lavra che ancora oggi ospita i monaci eremiti. La chiesa cambiò nome in seguito e venne dedicata al santo che in essa trovò sepoltura. Questo monastero incorporò diverse skita. Questo si ottenne in mezzo a molte polemiche sorte tra gli anacoreti della Santa Montagna, per un certo periodo Atanasio abbandonò il monte ritirandosi a Cipro. Una visione lo fece tornare sulla Santa Montagna dove divenne egumeno della Grande Lavra e dove compose il typikon (la regola del cenobio), regola che si rifaceva a santi monaci Teodoro Studita e Basilio Magno. L'imperatore Giovanni I Zimisce, avvertito delle polemiche che accompagnavano il lavoro del nostro, inviò l'ispettore Eutimio a controllare quanto avveniva: questi approvò la riforma di Atanasio e l'imperatore la ufficializzò con una crisobolla nel 971. Confortato e sostenuto dalla corte il santo riprese con gran lena l'opera di costruttore di monasteri, facendosi muratore e carpentiere. 
La morte lo colse mentre con altri cinque monaci tentava di sollevare l'architrave di una chiesa in costruzione, che rovinò sui monaci provocando la morte dei costruttori: era il 5 luglio del 1000.